# .ug
.ug је највиши Интернет домен државних кодова (ccTLD) за Уганду.